# Nikolái Pirogov
Nikolái Ivánovich Pirogov (transliteración en ruso: Никола́й Ива́нович Пирого́в; Moscú, 13 de noviembrejul./ 25 de noviembre de 1810greg.-Vínnitsa,  23 de noviembrejul./ 5 de diciembre de 1881greg.) fue un prominente científico, médico y pedagogo ruso, miembro de la Academia de las Ciencias de Rusia (1847). Es considerado como el fundador de la cirugía de campaña, siendo uno de los primeros médicos de Europa que usó éter como anestesia. Inventó varios tipos de intervenciones quirúrgicas y desarrolló su propia técnica para tratar las fracturas de hueso mediante el uso de férulas de escayola. Es uno de los médicos rusos más reconocidos en la historia médica.

## Biografía
Pirogov nació en Moscú. Aprendió a leer a temprana edad, dominando varios idiomas durante su infancia. Su padre murió en 1824, dejando a la familia sin fuente de ingresos. Aunque su primera intención era la de formarse como funcionario público, el médico de la familia, el doctor Efrem Mujin, que era profesor de anatomía y fisiología en la Universidad Estatal de Moscú, consiguió que le admitieran en Medicina a los catorce años de edad. Al finalizar sus estudios en 1828 decidió especializarse como cirujano. Realizó su doctorado en Dorpat sobre la ligación de la arteria aorta. Viajó a la Universidad de Gotinga, en el reino de Hannover y a la Universidad de Berlín, en Prusia, y al volver, en 1836, fue nombrado profesor de la Universidad Alemana de Dorpat a los 25 años de edad. Trabajó en el campo de las arterias y de las fascias. En 1840 fue nombrado profesor de cirugía de la Academia de Medicina Militar de San Petersburgo. En este periodo realizó tres años de servicio militar. Fue el primero en usar éter como anestesia en 1847 e investigó el cólera desde 1848. Publicó su atlas anatómico,  Anatomía topográfica del cuerpo humano (1851-1854, 4 vol.). Consiguió el Premio Demídov en 1844, 1851 y 1860.
Actuó como cirujano de campaña en la Guerra de Crimea, llegando a Simferópol el 11 de diciembre de 1854. Por sus obras sobre Crimea es considerado uno de los padres de la cirugía de campaña. Continuó el trabajo de Louis Seutin en la colocación de férulas de escayola en los huesos rotos y desarrolló un nuevo método osteoplástico para la amputación del pie, conocido como "Amputación Pirogov". Elaboró un método de triaje de cinco categorías durante el Sitio se Sebastópol. Apoyó la creación de un grupo de mujeres voluntarias, la comunidad de enfermeras Krestovozdvízhenskaya (de la Exaltación de la Santa Cruz), creada por la Gran duquesa Elena Pávlovna Románova a imagen de los esfuerzos de Florence Nightingale en el bando británico.
Volvió a San Petersburgo tras el fin de la guerra en 1856 pero se retiró de la Academia. Escribió una nota que tuvo influencia sobre los problemas de la pedagogía, por la inclusión en la educación de los pobres, los no rusos y las mujeres. Asimismo escribió en contra de la especialización temprana y a favor del desarrollo de escuelas secundarias. Volvió a Crimea como superintendente de las escuelas. Tras desacuerdos con el gobernador general de Odesa, en 1858, se trasladó a Kiev.
En 1861 se retiró a su finca en Vínnitsa en el centro de Ucrania. En ella estableció una clínica en la que trataba a los campesinos locales, aprendiendo ucraniano como señal de respeto. El compositor Piotr Chaikovski lo visitó aquí. En esta finca se estableció el Museo Pirogov de Vínnitsa, en el que se encuentra el retrato realizado por Iliá Repin. En 1862 se encargó de una expedición de estudiantes rusos fuera de Rusia con la intención de entrenarlos como profesores. Curó a Giuseppe Garibaldi en Aspromonte de una herida en el pie el 28 de agosto de ese año. Regresó a su finca en 1866. En 1870 supervisó los hospitales de campaña de la Guerra Franco-Prusiana, como representante de la Cruz Roja rusa y en 1877 actuó como cirujano de campaña en la Guerra Ruso-Turca de 1877-1878.
Apareció en público por última vez el 24 de mayo de 1881, muriendo el 5 de diciembre de ese mismo año, en su finca de Vínnitsa. Su cuerpo fue embalsamado siguiendo una técnica de su propia invención; y, está situado en una iglesia de esa localidad.
Su hijo Nikolái Nikoláyevich Pirogov fue físico.

## Obra

### Algunsa publicaciones
- Klinische Chirurgie. Leipzig 1854.

- Topographische Anatomie des menschlichen Körpers, mit Durchschnitten gefrorener Kadaver illustriert. Sankt Petersburg 1859.

- Chirurgische Anatomie der Arterienstämme und Fascien. Leipzig 1861.

- Grundzüge der allgemeinen Kriegschirurgie. Leipzig 1864.

- Bericht über die Militärsanitätsanstalten in Deutschland, Lothringen und Elsaß. Leipzig 1871.

- Das Kriegssanitätswesen und die Privathilfe auf dem Kriegsschauplatz in Bulgarien 1877–78. Leipzig 1882.

- Lebensfragen. Tagebuch eines alten Arztes. Fischer, Stuttgart 1894 (deutsche Ausgabe; im russischen Original Sankt Petersburg 1856)

## Legado

### Eponimia
- Hospital Pirogov, Sofía, Bulgaria.
- Hospital Pirogov, Lodz, Polonia.
- Glaciar Pirogov, isla Brabante, Antártida.
- Universidad Nacional Rusa de Investigación Médica.
- El asteroide (2506) Pirogov nombrado en su honor.

### Filme
- En 1947 se realizó un filme biográfico sobre su persona Pirogov, dirigida por Grigori Kózintsev con banda sonora de Dmitri Shostakóvich.

## Literatura
- Pirogov, Nikolai. In: Nordisk Familjebok. Konversationslexikon och Realencyklopedi, 2ª ed. 1904–1926, v. 21, p. 932 (en sueco)

- PIROGOV, Nikolaj Ivanovič. In: Personendatenbank zum Vorhaben "Wissenschaftsbeziehungen im 19. Jahrhundert zwischen Deutschland und Russland auf den Gebieten Chemie, Pharmazie und Medizin" bei der Sächsischen Akademie der Wissenschaften zu Leipzig.

- Olga Malakhova: Nikolay Ivanovich Pirogoff (1810–1881). In: Clinical Anatomy. 17/2004. Wiley-Liss, p. 369–372, ISSN 0897-3806

- Ilya Voloshin, Philip M. Bernini: Nickolay Ivanovich Pirogoff: Innovative Scientist and Clinician. In: Spine. 23(19)/1998. Lippincott Williams & Wilkins, p. 2143–2146, ISSN 0362-2436

- Nikolai Ivanovich Pirogov: Questions of Life: Diary of an Old Physician. Science History Publications, Sagamore Beach MA 1992, ISBN 0-88135-061-3

- Michael Sachs: Geschichte der operativen Chirurgie. Bd. 3. Historisches Chirurgenlexikon. Ein biographisch-bibliographisches Handbuch bedeutender Chirurgen und Wundärzte. Heidelberg 2002, 306-318.

- Erich Hesse: Nikolai Pirogow. Der Chirurg: Zeitschrift für alle Gebiete der operativen Medizin 2 (1930): 124-129.

- Anatolij Michajlovič Geselevič, Efim Ivanovič Smirnov: Nikolaj Ivanovič Pirogov. Naučno-biografičeskij očerk. Moskva 1960.

- Vladimir Akimovič Volkov, Marina Vladimirovna Kulikova: Rossijskaja professura. XVIII – načalo XX vv. Biologičeskie i mediko-biologičeskie nauki. Biografičeskij slovar’. Sankt-Peterburg 2003, 349-350.

## Reconocimientos
En 1881, fue proclamado «Ciudadano ilustre de la ciudad de Moscú».